# إبراهيم أمين السيد
إبراهيم أمين السيد  (1960م / 2025م) هو رجل دين شيعي وسياسي لبناني. شغل منصب رئيس الشورى السياسي لحزب الله. انضم إلى حزب الله منذ تأسيس الحزب (عام 1982م)  ويعتبر كذلك من المؤسسين الأوائل للحزب. ولد في البقاع في شرق لبنان.

## في حزب الله
كان من مؤسسين حزب الله حيث رشح بعد وفاة حسن نصرالله كأمين عام على حزب الله، ثم برزَ أسمهُ كخليفة بدلًا عن هاشم صفي الدين بعد أختفائه يوم (3 أكتوبر ) / (عام 2024م ) بسبب غارة أستهدفها الكيان الصهيوني على بعض قادات حزب الله وإيران.

## في الثورة الإيرانية 1978
كان من أشد الداعمين والمحبون الى الثورة الإسلامية في إيران التي شنها الخميني على الشاه بهلوي في (7 يناير 1978 حتى 11 فبراير 1979).

## أنظر أيضاً
- حسن نصر الله
- هاشم صفي الدين
- حزب الله